# Гоніометр

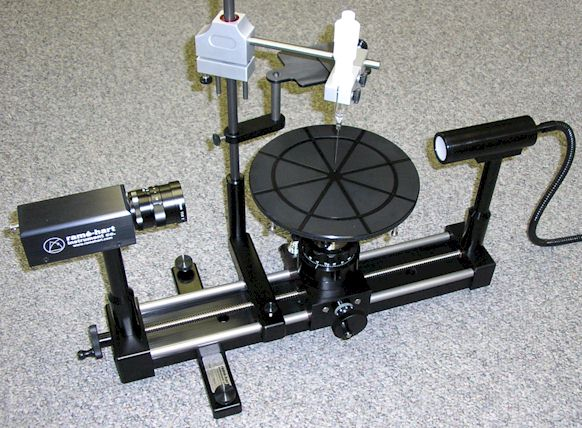
Сучасний компактний гоніометр.

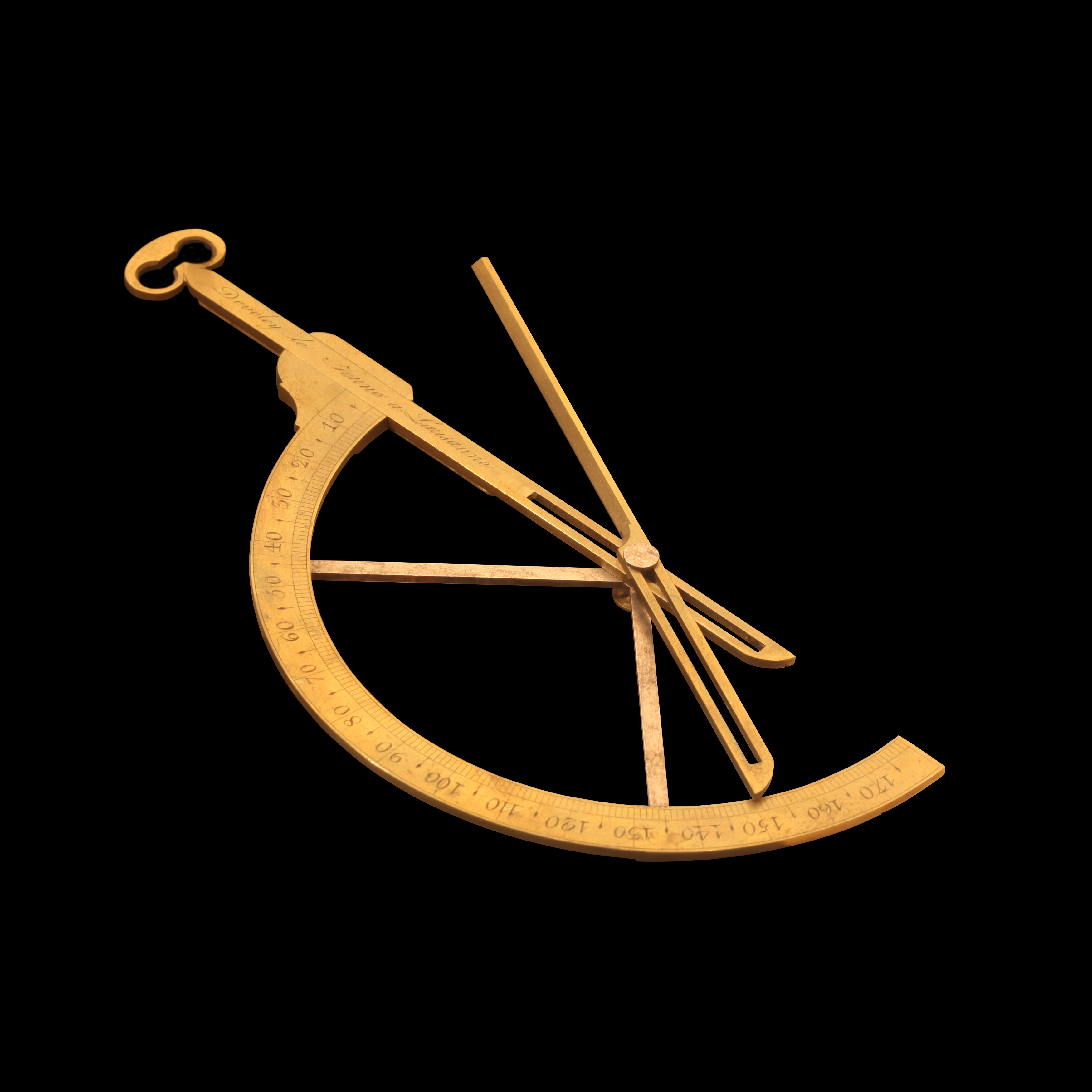
Гоніометр, виготовлений Девелі ле Жуном у Лозанні, кінець XVIII–початок XIX ст.

Гоніо́метр (рос. гониометр, англ. goniometer, нім. Honiometer n) — прилад для вимірювання кутів між плоскими гранями твердих тіл, наприклад, кристалів. Складається з двох насаджених на загальну вертикальну вісь закритих металевих циліндрів різного діаметра з конічним переходом між ними. Використовують у кристалографії, геодезії тощо. Призначений для рекогносціювальних, розбивних і знімальних робіт при топографічних зйомках, що не вимагають високої точності.

## Промисловість
Промислові гоніометри використовуються для вимірювання кутів між будь-якими здатними відбивати світло поверхнями. За своєю суттю це ті ж відбивні гоніометри, як і в кристалографії з додатковою електронікою: автоколіматорами, засобами збереження і передачі результатів вимірів тощо. Також призначення і умови експлуатації можуть висувати додаткові вимоги по стійкості до агресивного середовища (вібрація, бруд, запилення і т. д.).